# 12月20日
12月20日是公历一年中的第354天（闰年第355天），离全年结束还有11天。

## 大事记

### 20世紀以前
- 753年：鑒真抵达日本。
- 1803年：作为路易斯安那购地案的一部分，法国正式将新奥尔良移交给美国。
- 1860年：美國南卡羅來納州率先宣布退出聯邦，促成往後7個蓄奴州另外成立美利堅邦聯。

### 20世紀
- 1917年：苏联克格勃的前身全俄肃反委员会成立，费利克斯·埃德蒙多维奇·捷尔任斯基出任委员会主席。
- 1940年：納粹德國、意大利王國和大日本帝國成立三國同盟條約聯合科技委員會。
- 1940年：超級英雄美國隊長在漫畫《美國隊長（英语：Captain America Comics）》#1中首次出現。
- 1941年：由陳納德率領的美國飛虎隊成員成功攔截試圖空襲中國昆明市的日本轟炸機機隊。
- 1945年：乔治·卡特莱特·马歇尔来华调停中國國民黨和中国共产党的争端。
- 1946年：胡志明发表《民抗战号召书》，反对法国在越南的统治。
- 1951年：美國愛達荷州阿科的EBR-I核子反應爐開始運轉，是人类第一次利用核能发电。
- 1957年：美國波音公司研製的波音707首次飛行，為第一款獲得成功的噴氣民航客機。
- 1960年：越南南方民族解放陣線（越共）成立。
- 1963年：「奧斯威辛集中營案」開審。
- 1968年：美國知名連環殺手「黃道十二宮殺手」犯下第一起謀殺案，其身分至今不明。
- 1970年：美國統治下的琉球發生了5千人示威的大規模暴騷亂事件，是為「胡差暴動」。
- 1971年：兩組法國人道援助團隊共同組成無國界醫生，並在隔年投入尼加拉瓜馬拿瓜的醫治工作。
- 1973年：埃塔组织暗杀西班牙首相路易斯·卡雷罗·布兰科。
- 1977年：《第二次漢字簡化方案（草案）》在《人民日報》等報章上公佈試用。
- 1987年：菲律賓籍渡輪多納·帕茲號於塔布拉斯海峽與同屬菲律賓籍的小型油輪維克托號相撞後引發大火而沉沒，造成至少4,386人罹難，為非戰爭時期死傷最嚴重的海難。
- 1989年：美國發起軍事行動入侵巴拿馬，推翻其最高領導人曼紐·諾瑞嘉。
- 1989年：居英權計劃公佈。
- 1995年：北约维和军进入波斯尼亚和黑塞哥维那。
- 1995年：从美國邁亞密飞往哥伦比亚卡利的美国航空965号班机在哥倫比亞布加附近撞山坠毁，共造成159人遇难。
- 1999年：葡萄牙政府基於《中葡聯合聲明》協定，將經長期殖民統治的澳門主權移交給中國，澳门特别行政区成立。
- 1999年：美国佛蒙特州最高法院决定同性戀伴侣应与婚后的异性恋伴侣享受同等民事权利。

### 21世紀
- 2003年：香港九廣鐵路公司旗下之九廣西鐵通車（現時為港鐵屯馬綫）。
- 2005年：位於香港國際機場北面的亞洲國際博覽館正式開幕。
- 2009年：香港昂船洲大橋正式通車。
- 2009年：澳門大學新校區在橫琴島開工建設，時任中國國家主席胡錦濤出席奠基儀式。
- 2021年：受冬季季候風及熱帶氣旋雷伊共同影響，香港及澳門當天需要發出一號戒備信號、一號風球，打破港澳歷來最遲發出熱帶氣旋警告紀錄。同時打破最低氣溫熱帶氣旋訊號紀錄，一號風球生效期間，港澳地區只得13-16度[1] 。

## 出生
- 1537年：約翰三世，瑞典國王（1592年逝世）
- 1579年：約翰·弗萊切，英國劇作家（1625年逝世）
- 1717年：夏爾·格拉維耶，法國政治家、外交家（1787年逝世）
- 1838年：埃德溫·阿伯特·阿伯特，英國中學校長、神學家、聖公會牧師（1926年逝世）
- 1841年：费迪南·比松，法國教育官員、新教牧師、和平主義、社會主義政治家，1927年諾貝爾和平獎得主（1932年逝世）
- 1876年：沃爾特·亞当斯，美國天文學家（1956年逝世）
- 1890年：雅羅斯拉夫·海羅夫斯基，捷克化學家，1959年諾貝爾化學獎得主（1967年逝世）
- 1894年：羅伯特·孟席斯，澳洲政治家，第12任澳大利亞總理（1978年逝世）
- 1898年：艾琳·鄧恩，美國電影演員、歌手（1990年逝世）
- 1902年：喬治王子，英國國王喬治五世和瑪麗王后第四子，首位擔任公務員的英國王室成員（1942年逝世）
- 1901年：羅伯特·傑米森·范德格拉夫，荷蘭裔美國物理學家，發明范德格拉夫起電机（1967年逝世）
- 1909年：文繡，清朝末代皇帝溥儀妾室，冊封淑妃（1953年逝世）
- 1917年：戴维·玻姆，英籍美國物理學家（1992年逝世）
- 1921年：蘇遙，台灣小學校長、一貫道點傳師（1980年逝世）
- 1926年：賀維，英國副首相（2015年逝世）
- 1927年：金泳三，韓國政治人物，第14任韓國總統（2015年逝世）
- 1935年：李富城，台灣氣象主播
- 1938年：約翰·哈比森，美國當代作曲家
- 1942年：，法國銀行家，第二任歐洲中央銀行行長
- 1945年：目崎茂和，日本地理學家（2024年逝世）
- 1946年：尤里·蓋勒，以色列魔術師
- 1946年：羅伯特·塞奇威克，美國計算機科學家
- 1948年：阿卜杜勒-拉扎克·古爾納，坦尚尼亞裔英國小說家，2021年諾貝爾文學獎得主
- 1950年：洪瑞珍，臺灣唸歌藝術工作者（2008年逝世）
- 1952年：珍妮·艾格特，英國性感偶像、影壇豔星
- 1955年：比納利·耶伊爾德勒姆，土耳其政治人物，第27任土耳其總理
- 1956年：穆罕默德·乌爾德·阿卜杜勒－阿齐兹，茅利塔尼亞政治人物，前任茅利塔尼亞總統
- 1957年：安娜·維西，賽普勒斯希臘族女歌手、演員
- 1958年：陳志雲，香港主持人，曾任香港電視廣播有限公司高層
- 1958年：提姆·畢文，美國電影監製
- 1959年：卡齐米日·馬爾欽凱維奇，波蘭政治人物，第12任波蘭總理
- 1960年：金基德，韓國電影導演、編劇（2020年逝世）
- 1963年：艾蓮娜，西班牙公主
- 1965年：小慧，中國女演員
- 1965年：張錦程，香港演員
- 1966年：冬馬由美，日本女性聲優
- 1967年：陳文山，台灣男演員
- 1967年：伊克巴爾·席巴，巴基斯坦裔美國男演員
- 1969年：橫山智佐，日本女性聲優
- 1969年：池森秀一，日本樂團DEEN主唱
- 1969年：艾倫·狄波頓，英國作家
- 1969年：尼庫索·丹，羅馬尼亞公民活動家、數學家
- 1970年：陶德·菲利普斯，美國男導演、編劇、監製、演員
- 1972年：虛淵玄，日本編劇、小說家
- 1975年：巴爾托什·博萨茨基，波蘭足球運動員
- 1976年：李鈺，中國女演員（2009年逝世）
- 1976年：張赫，韓國男演員
- 1977年：侯佩岑，台灣女主持人
- 1978年：尹啟相，韓國男歌手、演員
- 1978年：格雷米·恩吉塔普，喀麥隆足球運動員
- 1979年：楊嘉雯，香港演員
- 1979年：邁克爾·羅傑斯，澳洲職業公路自行車手
- 1980年：楊魏玲花，中國女歌手，組合凤凰传奇成員
- 1980年：，英格蘭職業足球員
- 1980年：伊斯雷爾·卡斯特羅，墨西哥足球運動員
- 1980年：馬丁·德米凱利斯，阿根廷足球運動員
- 1981年：Lia，日本女歌手
- 1981年：詹姆斯·席爾斯，美國職棒大聯盟投手
- 1982年：張杰，中國歌手
- 1982年：大衛·庫克，美國歌手
- 1982年：大衛·賴特，美國職棒大聯盟球員
- 1982年：洪慈庸，台灣政治人物
- 1983年：黃尹宣，台灣藝人
- 1983年：田家榛，臺灣女子射擊運動員
- 1983年：金信英，韓國女演員
- 1983年：寺島拓篤，日本男性聲優
- 1983年：喬納·希爾，美國演員、製片、編劇
- 1983年：勞拉·斯通，荷蘭名模
- 1984年：林冠吟，台灣女歌手
- 1984年：徐佳瑩，台灣女歌手
- 1986年：武部貴則，日本醫師、醫學家
- 1986年：亞努皮·迪賽，美國偶像第八季參賽者
- 1987年：澤城千春，日本男性聲優
- 1988年：山下翔央，日本男藝人
- 1989年：曾智希，台灣女藝人
- 1990年：水田航生，日本男演員
- 1990年：高橋未奈美，日本女性聲優
- 1990年：JoJo，美國歌手、唱片製作人、演員
- 1992年：黃仁德，台灣男演員
- 1992年：李世榮，韓國女演員
- 1993年：木下有希子，日本女子偶像團體SKE48成員
- 1995年：菲利克斯·曾姆丹格斯 ，澳大利亞魔術方塊玩家，曾為三階魔術方塊單次世界紀錄保持者
- 1996年：市之瀨加那，日本女性聲優
- 1996年：盛利，中国女演员
- 1997年：中元鈴香，日本金屬團體BABYMETAL成員
- 1997年：丹尼爾·卡格連，巴西男子柔道運動員
- 1998年：王鶴棣，中國演員
- 1998年：楊嘉欣，香港女演員
- 1998年：，法國職業足球運動
- 2003年：利奧波德·奎菲爾德，奧地利職業足球運動員
- 2007年：豫風瑠乃，日本女子偶像團體Tsubaki Factory成員
- 2011年：鄧品硯，臺灣男歌手

## 逝世
- 69年：維特里烏斯，羅馬皇帝（15年出生）
- 1394年：傅友德，明朝大将（1327年出生）
- 1552年：卡塔琳娜·馮·博拉，德國人，基督宗教改革領導人馬丁·路德的妻子（1499年出生）
- 1590年：安布魯瓦茲·帕雷，法國外科理髮師（1510年出生）
- 1722年：康熙帝，清朝君主（1654年出生）
- 1837年：·尼爾，美國天主教會神父兼耶穌會士（1756年出生）
- 1873年：阮知方，越南阮朝大臣（1800年出生）
- 1911年：威廉·麥格雷戈，英國足球管理者，英格蘭足球聯賽的創辦者（1846年出生）
- 1934年：尼古拉·馬爾，喬治亞歷史學家、語言學家（1865年出生）
- 1937年：埃里希·魯登道夫，德國軍事家（1865年出生）
- 1950年：傅斯年，前台灣大學校長，歷史學家（1896年出生）
- 1968年：約翰·史坦貝克，美国作家，1962年诺贝尔文学奖得主（1902年出生）
- 1971年：洛伊·O·迪士尼，美國商人，華特迪士尼公司共同創辦人兼首任執行長（1893年出生）
- 1973年：路易斯·卡雷罗·布兰科，西班牙首相（1904年出生）
- 1982年：阿圖爾·鲁賓斯坦，猶太裔波兰出生美國籍鋼琴大師、音乐家（1887年出生）
- 1984年：，美國社會心理學家（1933年出生）
- 1986年：宗白華，美學家（1897年出生）
- 1988年：伊莉莎白·斯科特，美國數學家（1917年出生）
- 1990年：格里高利·列奇卡洛夫，蘇聯戰鬥機飛行員（1920年出生）
- 1996年：卡尔·萨根，美国天文学家（1934年出生）
- 1997年：伊丹十三，日本電影導演、演員（1933年出生）
- 2001年：利奥波德·塞达尔·桑戈尔，塞內加爾詩人、政治家、文化理論家，首任塞內加爾總統（1906年出生）
- 2006年：青島幸男，日本政治人物、作家、節目主持人（1932年出生）
- 2006年：马季，中国相声演员（1934年出生）
- 2008年：奧爾加·列佩申斯卡婭，蘇聯芭蕾舞者（1916年出生）
- 2013年：華樂庭，前香港民政署署長、前立法局官守議員（1925年出生）
- 2013年：大浦正文，日本男子排球運動員（1969年出生）
- 2015年：鄺佐輝，香港男演員（1956年出生）
- 2021年：柯耀東，臺灣畫家（1933年出生）
- 2021年：陳漢元，中國紀錄片製片人、作詞人（1936年出生）
- 2021年：朱塞佩·加蘭特，義大利男子賽艇運動員（1937年出生）
- 2022年：張富清，中國人民解放軍戰鬥英雄（1925年出生）
- 2022年：吳冠英，中國藝術家（1955年出生）
- 2023年：賴錦德，臺灣醫生（1922年出生）
- 2024年：加茂櫻，日本女演員（1937年出生）
- 2024年：瑞奇·韓德森，美國職業棒球運動員（1958年出生）

## 节假日和习俗
- 國際人類團結日（英语：International Human Solidarity Day）
- 澳門：澳门特別行政區成立紀念日